# 5478 Wartburg
5478 Wartburg (1989 UE4) là một tiểu hành tinh vành đai chính được phát hiện ngày 23 tháng 10 năm 1989 bởi F. Borngen ở Tautenburg.